# كتيبة الدبابات 414
كتيبة الدبابات 414 (بالألمانية: Panzerbataillon 414)‏، (بالهولندية: 414 Tankbataljon)‏ هي كتيبة دبابات ألمانية وهولندية مختلطة، تتكون من حوالي 100 جندي هولندي و 300 جندي ألماني.

## التاريخ
تأسست الكتيبة عام 2016  ودخلت الخدمة بكامل طاقتها عام 2019.
كانت الكتيبة الألمانية في السابق جزءًا من لواء بانزرجرينادير 41 نشطًا من 1991 إلى 2006 في سبختبرج. تم تأسيسها على أساس فوجي الدبابات 22 و23، فرقة بانزر التاسعة، من القوات البرية للجيش الشعبي الوطني ، جيش ألمانيا الشرقية السابق.
في 17 مارس 2016، تم إلحاق الكتيبة باللواء الآلي الهولندي 43 والذي يعد بدوره جزءًا من فرقة الدبابات الأولى الألمانية.
توجد ثكنات الكتيبة في برغن، ساكسونيا السفلى.
وقد وصفت بأنها خطوة نحو جيش أوروبي.

## بناء
كتيبة الدبابات 414 تتكون من العناصر التالية:
- طاقم العمل (ألماني، قليل من الهولنديين)
- الكتيبة الأولى (الموظفون والإمداد، معظمهم من الألمان، وعدد قليل من الهولنديين)
- كتيبة الدبابات الثانية (ألمانية)
- كتيبة الدبابات الثالثة (ألمانية)
- كتيبة الدبابات الرابعة (هولندية)
- كتيبة الدبابات الخامسة (ألمانية، الاحتياط) [7]

من بين 100 جندي هولندي، هناك 72 من طاقم الدبابات. الـ 28 الآخرون هم من الموظفين وطاقم الصيانة والدعم.

## التسليح

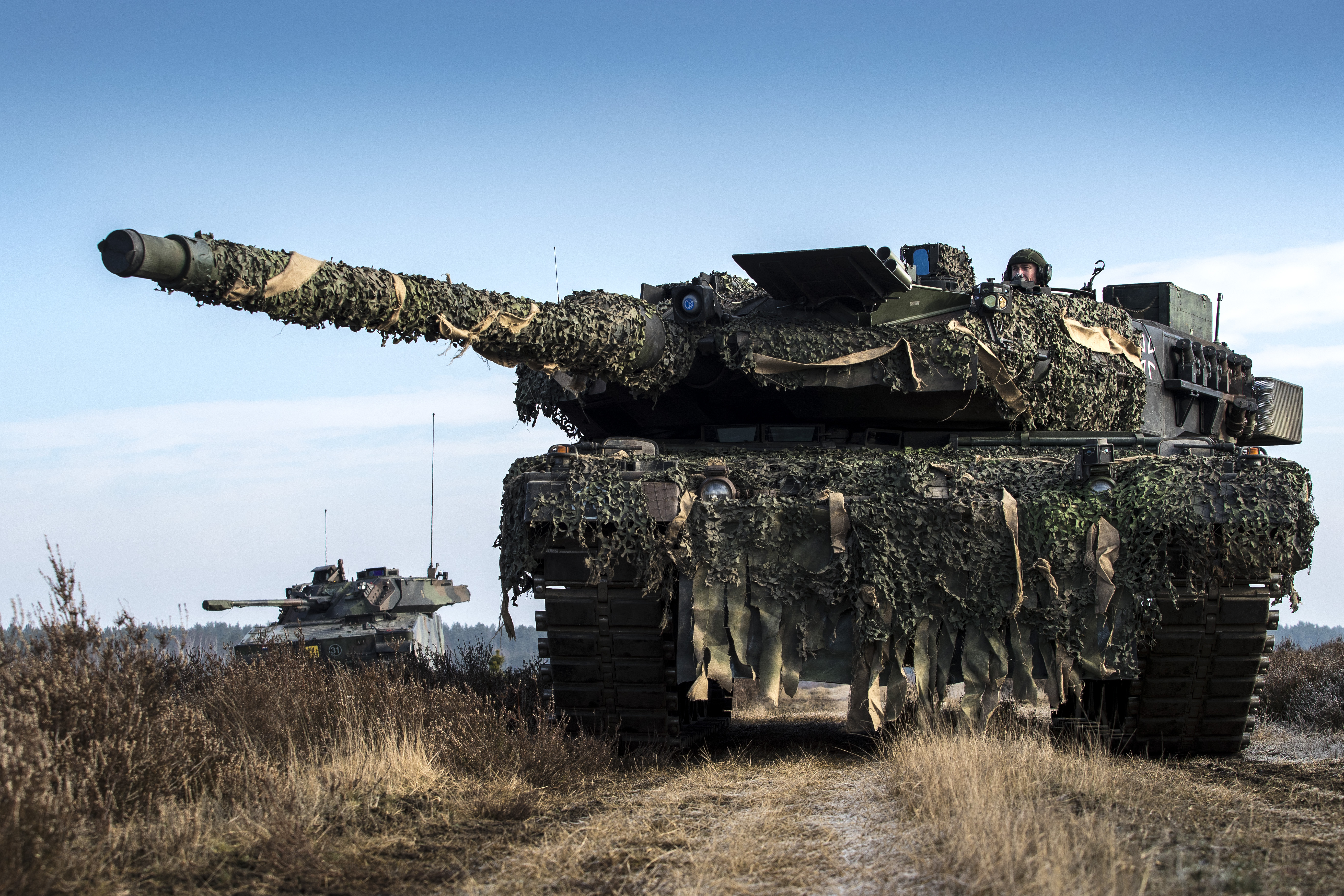
كليتز، ألمانيا، تمرين بيكوك سيبرمسي، 15 فبراير، 2018. دبابة ليوبارد 2 ألمانية ودبابة سي في 90 هولندية من اللواء الميكانيكي الهولندي 43.

التسلح الرئيسي للكتيبة هو دبابة القتال الرئيسية ليوبارد 2. تحتوي الوحدة على 49 دبابة من دبابات القتال الرئيسية المطورة. تم تعديل الدبابة بنظام إدارة ساحة المعركة الهولندي. يتم ذلك توقعًا لحقيقة أن كتيبة دبابات 414 قد انضمت إلى قوة المهام المشتركة عالية الاستعداد التابعة لقوة الاستجابة لحلف الناتو في عام 2019.

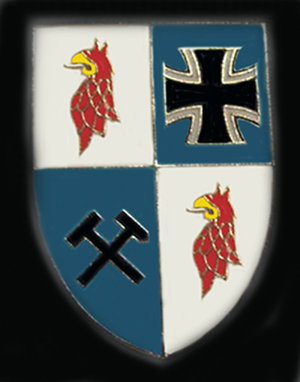
شارة الكتيبة 414 السابق